# Yadua Taba
Yadua Taba (IPA: [ya ndu a ta mba]) je vulkanický ostrůvek ležící jihozápadně od ostrova Yadua, ležícího poblíž severního fidžijského ostrova Vanua Levu. Nachází se na 16,84° jižní šířky a 178,28° východní délky. Maximální výšku má 100 metrů.
Ostrov byl v roce 1980 vyhlášen první fidžijskou přírodní rezervací. Vyskytuje se zde kriticky ohrožený leguán chocholatý (Brachylophus vitiensis). Přistávání u ostrova a pohyb osob po něm je přísně zakázán.